# A Arte de Amar bem
A Arte de Amar…Bem é um filme brasileiro do gênero comédia, realizado em 1970, em três episódios, dirigidos por Fernando de Barros. Baseado em contos e peças teatrais de Silveira Sampaio (da Trilogia do Herói Grotesco) com filmagens em Ilha Bela e São Paulo (boate "O Beco" e autódromo de Interlagos)

## Elenco e sinopses

### Segmento: A inconveniência de ser esposa
- Eva Wilma…Inês
- Raul Cortez…Ronaldo
- Newton Prado…Roberto
- Luíza Di Franco…Paula

Sinopse: Inês e Ronaldo são abandonados pelos cônjuges e preparam uma vingança simulando uma ardente paixão.

### Segmento: A honestidade da mentira
- Otelo Zeloni… Oscar
- Consuelo Leandro…Cremilda
- Sérgio Hingst
- Plínio Marcos…motorista de táxi (participação)
- Vera Lúcia
- Luely Figueiró

Sinopse: Oscar é casado com Cremilda e toda noite chega tarde alegando "serão". Mas na comemoração do aniversário de casamento, Cremilda descobre a verdade.

### Segmento: A garçoniére do meu marido
- John Herbert…Iseu
- Íris Bruzzi…Gardênia
- Karin Rodrigues…Vivinha
- Wálter Forster
- Durval de Souza
- Diná Lisboa
- Gilda Medeiros
- Francisco Lameirão (participação)

Sinopse: Piloto de automóveis mantém local para encontros amorosos, dividido com amigos, e sua mulher descobre e vai até lá preparar-lhe uma surpresa.